# Vlag van Roeselare
De vlag van Roeselare werd door de gemeenteraad op 30 maart 1981 officieel vastgesteld als de gemeentelijke vlag van de West-Vlaamse gemeente Roeselare. Op 16 november 1981 werd hij door het koninklijk besluit bevestigd en uiteindelijk gepubliceerd op 13 januari 1982 en opnieuw op 4 januari 1995 in het officiële Belgisch Staatsblad.
Officieel wordt de vlag beschreven als:
Wit met een zwart patriarchaal kruis
De vlag is volledig gebaseerd op het gemeentewapen en ziet er dus helemaal hetzelfde uit. De vlag is hierdoor gelijk aan de vlag van Ieper, maar de patriarchaal kruis is rood in plaats van zwart.

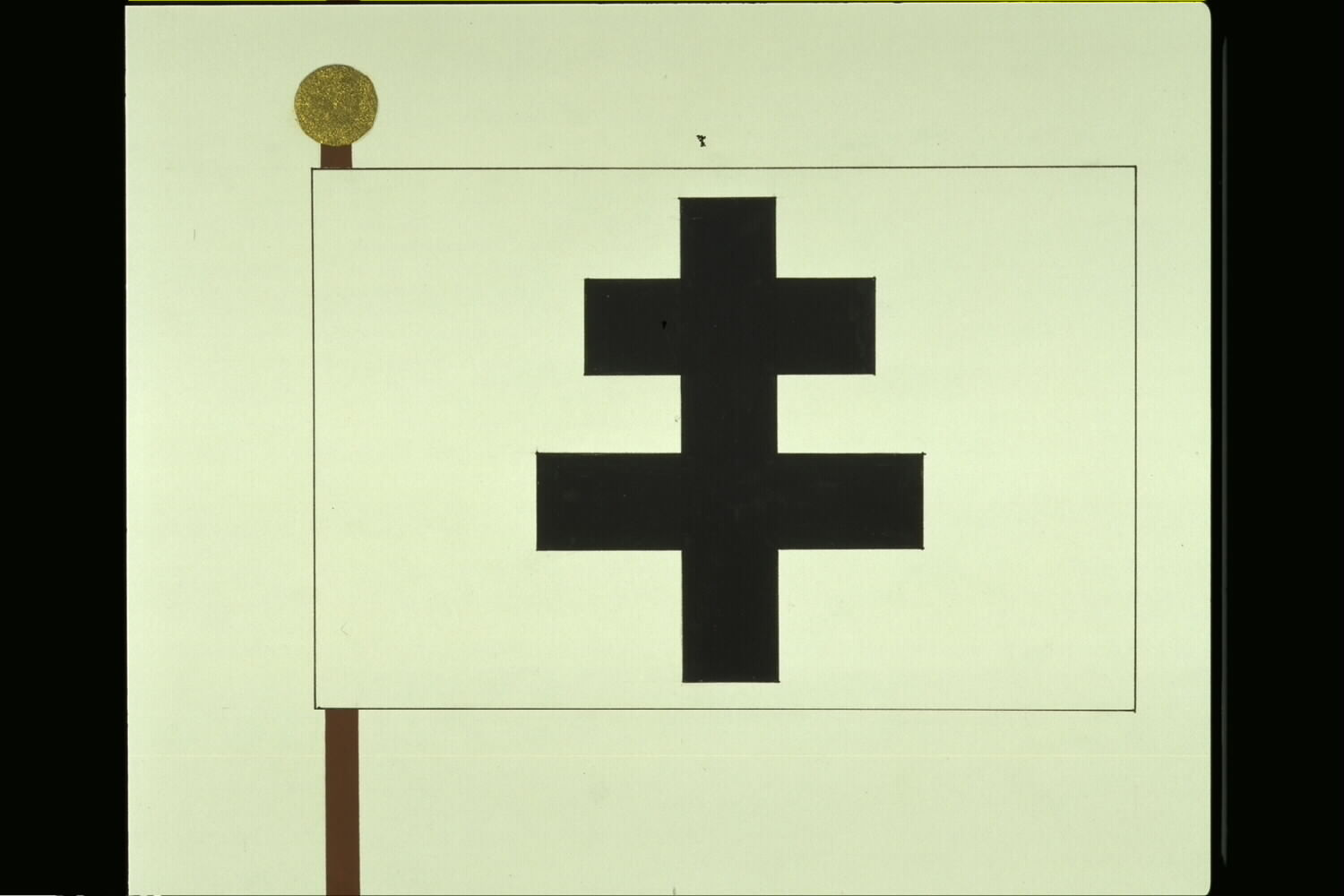
Officiële tekening van de vlag
Vlag van Ieper